# Palaumysis pilifera
Palaumysis pilifera is een aasgarnalensoort uit de familie van de Mysidae. De wetenschappelijke naam van de soort is voor het eerst geldig gepubliceerd in 2003 door Hanamura & Kase.